# Rabiosa
«Rabiosa» es una canción interpretada por la cantante y compositora colombiana Shakira, incluida en su séptimo álbum de estudio, Sale el sol (2010). Cuenta con dos versiones originales: una en inglés, que cuenta con la colaboración del rapero estadounidense Pitbull, y otra en español, que cuenta con la colaboración del cantante dominicano El Cata.
Fue lanzada como tercer sencillo del álbum el 19 de abril de 2011, y logró ingresar en el top 10 de las listas de sencillos de España, Francia y Estados Unidos,  y recibió críticas positivas de los expertos en música estadounidenses como Billboard. El vídeo musical de la canción se rodó a finales de abril de 2011 en Barcelona, España.

## Antecedentes y grabación
Fue originalmente escrita e interpretada por El Cata en su primer álbum "El Malo", como con otra canción del álbum Sale el Sol, "Loca". Musicalmente, "Rabiosa" es un merengue rap que es una canción reggae con influencias latinas y un toque de Cha cha cha. Shakira grabó la canción en el verano de 2010 en República Dominicana con Pitbull y El Cata. El trío escribió y produjo, junto con el rapero británico Dizzee Rascal. La letra "Aráñame la espalda y muérdeme la boca" se hace eco de los versos de Jaime Torres Bodet "Apóyate de amor sobre mi espalda y muérdeme la boca".
Hay dos versiones diferentes de la canción. La canción original es en inglés, la versión cuenta con Pitbull, e incluye algunos versos en español; mientras que la versión en español cuenta con El Cata y fue lanzado como sencillo en España, Sudamérica, Centroamérica, México y Francia. El sencillo ha vendido más de 3 millones de copias

## Recepción de la crítica
La canción recibió críticas favorables. Jennifer Schaffer de Standford Diario dijo que "Uno de los mejores temas del álbum es " Rabiosa", con la colaboración de Pitbull. Es exactamente el tipo de canción sin lugar a dudas sexy que esperarías de Shakira, es una mezcla de elegancia y baile seductor que no permitirá a sus caderas quedarse quietas. El rap de Pitbull encaja bien con la sensual Shakira, gemidos y las invitaciones a "venir un poco más cerca".
Michelle Morgante de Boston dijo que, positivamente: "Shakira ha creado un nuevo merengue-pop híbrido que es irresistible, a la pasión. Allison Stewart, de The Washington Post señaló que la colaboración de Pitbull en Rabiosa "es vertiginosa, fuego del pop latino".
El sitio web Musicreviews.com elogió la canción: "... La canción desde la primera vez que la escuchas es muy pegadiza. Es uno de esos coros que no se van de tu cabeza y es difícil de olvidar, y muchos ya están pensando en que esta nueva música podría convertirse en uno de los éxitos del verano de 2011. Sin embargo, no sería una sorpresa, teniendo en cuenta que cada verano Shakira enciende las listas de éxitos de todo el mundo.
Spencer Kaufman de Crush Pop mencionó que "Rabiosa" podría convertirse en un éxito de verano, debido a su sabor latino distintivo, a pesar de que no es una obra maestra del pop como "Hips Don't Lie": "... La canción tiene un sabor latino con grandes toques de la música dominicana: el merengue. La pista de ritmo rápido ofrece una sección de vientos calientes y un ritmo de baile constante en todo momento. Dentro de Sale el Sol, "Rabiosa" es considerado una de las mejores canciones de Billboard. "Sonorizando" El sitio en Terra, dijo que esta canción es un " merengue encantador y atractivo que saca a bailar y divertirse "

## Listas
Debido a las descargas digitales, la canción debutó en el número veinticinco en el Hot 100 Singles en los Estados Unidos, antes del lanzamiento del álbum. Así Rabiosa se ha convertido en la decimoctava canción de Shakira para entrar en el Hot 100. La próxima semana salió de la lista, perdiendo más de 10 000 ventas. Después de medio año, "Rabiosa" vuelve a entrar en dos encuestas de Billboard: Hot Latin Tracks, alcanzando el número 8 y Pop Airplay Latino, en el que alcanzó su punto máximo el número 8.
Tras un mes de salir al aire en las radios de todo el mundo, la versión en español de "Rabiosa" (con El Cata) alcanzó el número cincuenta y siete en el Airplay Chart francés, de 250 posiciones. A la semana siguiente, la canción debutó en el número veinte en la lista de sencillos del francés, debido a las fuertes ventas digitales en la semana que terminó el 27 de marzo. En la lista de sencillos francés, "Rabiosa" alcanzó su punto máximo, hasta ahora, en el número tres. En el Gráfico Ultratip de Valonia, Bélgica, la canción debutó en el top cincuenta, en el número cuarenta y siete y llegó a los veinte primeros, ya que alcanzó el puesto número cinco. A continuación, entró en los cuarenta principales de la carta oficial Ultratop Valonia.
En España, la canción debutó en el número veintitrés dentro de la lista de sencillos española, convirtiéndose en la semana de debut de la segunda mejor, después de Lady Gaga "Judas". A la semana siguiente, "Rabiosa" bajo al número seis. A continuación, se trasladó al número cinco para llegar a los tres primeros de la próxima semana y, finalmente, establecer su punto más alto hasta la fecha, en el número uno. En Portugal, la canción alcanzó el número uno dentro de los cuarenta del Airplay Chart. En la lista de sencillos del italiano, la canción debutó en el número veintinueve, y alcanzó el puesto número seis. En Suiza se convirtió en un éxito airplay y debutó en el número veintiocho y luego se trasladó al número seis en la lista de sencillos suizos. En Alemania debutó en el número cuarenta y cuatro en las listas de Media AG. En el Airplay Chart de la Juventud, la canción alcanzó el puesto número ocho en ese país. En Austria, la canción debutó en el número treinta y seis y se trasladó al número seis la semana siguiente. En Suecia, la canción debutó en el número ocho y en Latinoamérica ha sido todo un éxito, en países como Colombia, Brasil, México, Venezuela, Argentina, Chile ha sido número unos durante varias semanas. Debutó en la posición número 1 en el Youtube 100, llegando a ser el video más visto en su primera semana. Después de medio año su actual posición el la 93.
A finales de 2019 Sony Music México anuncio via redes sociales que las dos versiones (Con El Cata en la versión en español y con Pitbull en la versión en inglés) habían certificado Disco de Platino + Oro por vender 90,000 copias cada una, sumando así 180,000 descargas entre ambas versiones.

## Videoclips

### Desarrollo
El vídeo musical de "Rabiosa" fue filmado el 26 y 28 de abril de 2011 en Barcelona, España. En el vídeo participa el actor y periodista David Moreno. El director del vídeo fue Jaume de Laiguana, quien también dirigió vídeos anteriores de Shakira como "Gitana", "Loca" y "Sale el Sol" entre otros. El vídeo fue descrito en una "atmósfera de fiesta".
Un teaser de 30 segundos del vídeo fue lanzado a través de sitio web oficial de Shakira, el 18 de mayo de 2011. Como se ve en el tráiler, el video musical se desarrolla con una fiesta en su casa incluyendo una escena de la bañera. En otra escena, en el segundo 0:25 de la versión en inglés en donde una chica al teléfono en un cuarto juega con pelotas, aparece una botella de pisco peruano Portón de Johnny Schuler cuyo mercado objetivo es el norteamericano. En este vídeo, Shakira Lleva una peluca negra. El lanzamiento del video fue el 7 de junio de 2011. El video está marcado por la ausencia de Pitbull. Otras escenas muestran a una rubia Shakira en el baile sensual del tubo vestida con sostén negro y una tanga. El 28 de julio de 2011 otra versión del vídeo fue lanzada con Pitbull.
El vídeo tiene 281 millones de visitas la versión en inglés y 198 millones en español, juntando más de 479 millones de visitas en total.

### Sinopsis
El vídeo comienza con un hombre abriendo una puerta de un antro donde se celebra una fiesta. A continuación vemos una escena que representa la fiesta, la gente, una pareja besándose (empujando la cámara lejos de ellos) y un hombre fumando, exhalando el humo en dirección a Shakira, que se hace su camino a través del corredor. Después de caminar por una escalera que llega finalmente la pista de baile. El vídeo se corta varias veces para mostrar imágenes de Shakira, con largo pelo rubio, bailando en un tubo en un cuarto oscuro lleno de luces brillantes. Ella sigue coqueteando con el hombre, que la empuja en una bañera seca de bolas de plástico de color.

## Posicionamiento en las listas
| Austria         | Austria (Ö3 Austria Top 40)       | 6  |
| Bélgica         | Bélgica (Flandes) (Ultratop 50)   | 5  |
| Bélgica         | Bélgica (Valonia) (Ultratop 50)   | 5  |
| Brasil          | Billboard Brasil Hot 100 Airplay  | 6  |
| Canadá          | Canadá (Canadian Hot 100)         | 38 |
| República Checa | República Checa (Rádio Top 100)   | 10 |
| Chile           | Chile Singles                     | 1  |
| Dinamarca       | Dinamarca (Tracklisten)           | 9  |
| Eslovaquia      | Eslovaquia (Rádio Top 100)        | 14 |
| España          | España (Top 100 Canciones)        | 1  |
| Francia         | Francia (SNEP)                    | 6  |
| Alemania        | Bundesverband Musikindustrie      | 26 |
| Hungría         | Hungría (Dance Top 40)            | 15 |
| Italia          | Italia (FIMI)                     | 6  |
| Países Bajos    | Países Bajos (Dutch Top 40)       | 46 |
| Polonia         | Polonia (Difusión, Top 100)       | 3  |
| Polonia         | Polonia (Dance Top 50)            | 4  |
| Portugal        | Portugal (Nielsen)                | 1  |
| Suecia          | Suecia (Sverigetopplistan)        | 48 |
| Suiza           | Suiza (Schweizer Hitparade)       | 3  |
| Estados Unidos  | US Bubbling Under Hot 100 Singles | 10 |
| Estados Unidos  | US Latin Pop Songs (Billboard)    | 8  |
| Estados Unidos  | US Hot Latin Songs (Billboard)    | 8  |
| Estados Unidos  | US Tropical Songs (Billboard)     | 13 |

## Certificaciones
| País    | Proveedor  | Certificación             | Ventas Totales |
| ------- | ---------- | ------------------------- | -------------- |
| Bélgica | Ultratop   | Oro                       | 30.000         |
| España  | PROMUSICAE | Platino                   | 100.000        |
| México  | AMPROFON   | Doble Platino + Doble Oro | 180.000        |
| Italia  | FIMI       | Platino                   | 50.000         |
| Suiza   | IFPI       | Oro                       | 20.000         |